# Fàcies metamòrfica
Una fàcies metamòrfica és un conjunt d'associacions de minerals metamòrfics que es formen sota condicions similars de pressió i temperatura. L'associació és típica del que es forma en condicions que corresponen a una àrea en el gràfic bidimensional de la temperatura vs la pressió (vegeu diagrama a la dreta). Les roques que contenen certs minerals poden ser relacionades amb certs contextos tectònics, temps i llocs de la història geològica de la zona. Els límits entre les diferents fàcies (i les corresponents àrees del gràfic temperatura vs. pressió) són folgades com a conseqüència que són gradacionals i aproximades. Les àrees del gràfic corresponents a la formació de roques als valors mínims de pressió i temperatura representen els contexts de formació de les roques sedimentàries, en el procés anomenat com a diagènesi.

## Definició històrica
El terme fàcies va ser emprat per primer cop per ambients sedimentaris en roques sedimentàries pel geòleg suís Amanz Gresly l'any 1838. Anàlogament a aquestes fàcies sedimentàries, l'any 1920, van ser proposades un cert nombre de fàcies metamòrfiques pel petròleg finès Pentti Eskola. La classificació d'Eskola va ser retocada pel geòleg neo-zelandès Francis John Turner durant la seva carrera. El treball clàssic de Turner va ser el llibre que va publicar l'any 1948 titulat Mineralogical and Structural Evolution of Metamorphic Rocks (Evolució mineralògica i estructural de les roques metamòrfiques). Turne va seguir treballant en el camp fins al final de la seva carrera, a principis dels 70.

## Principis subjacents
Les diferents fàcies metamòrfiques es defineixen per la composició mineralògica de la roca. Quan la pressió i la temperatura d'un cos rocós canvia, la roca pot creuar diferents fàcies i és llavors quan alguns minerals esdevenen estables i d'altres inestables o metaestables. La reacció dels minerals depèn de la cinètica, de l'energia d'activació de la reacció i de la quantitat de fluid present a la roca.
Els minerals a la roca metamòrfica i la seva seqüència paragenètica poden ser estudiades a partir de làmines primes i mitjançant microscopi petrogràfic i SEM. A part de la fàcies metamòrfica d'una roca, el terreny sencer pot ser descrit amb les següents abreviatures: LT, MT, HT, LP, MP, HP (de l'anglès low (baixa); medium (mitja) o high (alta); pressió o temperatura). Des dels anys 80, el terme UHP (ultra high pressure – pressió ultra alta) s'empra per a roques formades sota pressions extremes. Els minerals que poden créixer en una roca també depenen de la composició original del protòlit (la roca original abans del metamorfisme). Les roques carbonàtiques tenen una composició diferent a la dels basalts i, per tant, els minerals que puguin desenvolupar-se en un cas o l'altre seran també diferents. És per això mateix que una metapsammita i una metapelita tindran diferents composicions mineralògiques malgrat pertànyer a la mateixa fàcies metamòrfica.

## Minerals índex
Cada fàcies metamòrfica té alguns minerals índex a partir de la qual aquesta pot ser reconeguda. Això no significa que aquests minerals hagin de ser visibles a ull nu ni que hagin d'existir a la roca; quan aquesta no té la composició química adequada, aquests minerals no es desenvoluparan. El minerals índex més típics són els aluminosilictas (nesosilicats de fórmula Al₂SiO₅). L'andalusita és estable a baixa pressió, la cianita a alta pressió i la sil·limanita a alta temperatura.

## Fàcies i minerals índex

### Fàcies zeolita
La fàcies zeolita és la fàcies amb menys grau metamòrfic. A més baixes condicions de temperatura i pressió els processos sobre la roca s'anomenarien diagènesi. La fàcies es anomenada així per les zeolites, tectosilicats fortament hidratats. Pot presentar les següents associacions minerals:
En roques metaígnies i grauvaques:
- heulandita + analcita + quars ± minerals de l'argila

- laumontita + albita + quars ± clorita

En metapel·lites:
- moscovita + clorita + albita + quars

### Fàcies prehnita-pumpel·lita
La fàcies prehnita-pumpel·lita representa valors de pressió i temperatura una mica més elevats que la fàcies que els de la fàcies zeolita. S'anomena així per la prehnita (fil·losilicat de calci i alumini) i la pumpel·lita (un sorosilicat). La fàcies es caracteritza per les següents associacions minerals:
En roques meta-ígnies i grauvaques:
- prehnita + pumpel·lita + clorita + albita + quars

- pumpel·lita + clorita + epidota + albita + quars

- pumpel·lita + epidota + estilpnomelana + moscovita + albita + quars

En metapel·lites:
- moscovita + clorita + albita + quars

### Fàcies d'esquist verd
La fàcies d'esquist verd representen condicions de temperatura i pressió mitjanes. La fàcies s'anomena per la textura esquistosa típica de les roques i el color verd dels minerals: clorita, epidota i actinolita. L'associació mineral típica és:
En metabasites:
- clorita + albita + epidota ± actinolita, quars

En metagrauvaques:
- albita + quars + epidota + moscovita ± estilpnomelana

En metapel·lites:
- moscovita + clorita + albita + quars

- Cloritoide + clorita + moscovita + quars + paragonita

- biotita + moscovita + clorita + albita + quars + granat manganèsic (espessartina)

En dolomies riques en silici:
- dolomita + quars

### Fàcies amfibolita
La fàcies amfibolita és una fàcies de mitjana pressió i en general d'alta temperatura. S'anomena així per les amfibolites, roques que es formen sota aquestes condicions. Té les següents associacions minerals:
En metabasites:
- hornblenda + plagiòclasi ± epidota, granat, cummingtonita, diòpsid, biotita.

En metapel·lites:
- moscovita + biotita + quars + plagiòclasi ± granat, estaurolita, cianita/sil·limanita

En dolimes silicatades:
- dolomita + calcita + tremolita ± talc (les de pressió i temperatura més baixa)

- dolomita + calcita + diòpsid ± forsterita (les de pressió i temperatura més alta)

### Fàcies granulita
La fàcies granulita és la de més alt grau de metamorfisme a pressió mitja. La profunditat a la que es dona no és constant. Un mineral característic d'aquesta fàcies i de la fàcies cornubianita de piroxè és l'ortopiroxè. La fàcies granulita es caracteritza per les següents associacions minerals:
En metabasites:
- ortopiroxè + clinopiroxè + hornblenda + plagiòclasi ± biotita
- ortopiroxè + clinopiroxè + plagiòclasi ± quars
- clinopiroxè + plagiòclasi + granat ± ortopiroxè (les de pressió més elevada)

En metapelites:
- granat + cordierita + sil·limanita + feldespat potàssic + quars ± biotita
- safirina + ortopiroxè + feldespat potàssic + quars ± osumilita (a molt alta temperatura)

### Fàcies d'esquist blau
La fàcies d'esquist blau es donen en relativa baixa temperatura però a alta pressió, com per exemple en zones de subducció. La fàcies s'anomena així pel caràcter esquistós de les roques i dels minerals blaus que contenen: la glaucòfan i la lawsonita. La fàcies d'esquist blau presenta les següents associacions minerals:
En metabasites:
- glaucòfan + lawsonita + clorita + esfena ± epidota ± fengita ± paragonita, omfacita

En metagrauvaques:
- quars + jadeïta + lawsonita ± fengita, glaucòfan, clorita

En metapel·lites:
- fengita + paragonita + carfolita + clorita + quars

En roques carbonatades (marbres):
- aragonita

### Fàcies eclogita
La fàcies eclogita és la fàcies d'alta temperatura i la de més alta pressió. Rep el nom de l'eclogita, una roca metabàsica. La fàcies eclogita pot presentar les següents associacions minerals:
- omfacita + granat ± cianita, quars, hornblenda, zoisita

En metagranodiorites:
- quars + fengita + jadeïta/omfacita + granat

En metapel·lites:
- fengita + granat + cianita + cloritoide (ric en Mg) + quars
- fengita + cianita + talc + quars ± jadeïta

### Fàcies cornubianta

#### D'albita i epidota
La fàcies cornubianita d'albita i epidota és una fàcies de baixa pressió i relativament baixa temperatura. S'anomena així per els dos minerals característics, l'albita i l'epidota, malgrat que també són estables en altres fàcies. Aquesta fàcies es caracteritza per les següents associacions minerals:
En metabasites
- albita + epidota + actinolita + clorita + quars

En metapel·lites
- moscovita + biotita + clorita + quars

#### D'hornblenda
La fàcies cornubianita d'hornblenda és una fàcies de baixes pressions però de temperatures més elevades que a la fàcies cornubianita d'albita i epidota. S'anomena així per l'hornblenda, mineral característic però no exclusiu de la fàcies. Aquesta fàcies té les següents associacions minerals;
En metabasites:
- hornblenda + plagiòclasi ± diòpsid, antofil·lita/cummingtonita, quars

En metapel·lites:
- moscovita + biotita + andalusita + cordierita + quars + plagiòclasi

En sediments pobres en K₂O o roques meta-ígnies:
- cordierita + antofil·lita + biotita + plagiòclasi + quars

En dolomies riques en silici:
- dolomita + calcita + tremolita ± talc

#### De piroxè
La fàcies cornubianita de piroxè és la fàcies de metamorfisme de contacte amb una temperatura més elevada i és, juntament amb la fàcies granulita, caracteritzada per la presència d'ortopiroxè. Es caracteritza per les següents associacions minerals:
En metabasites:
- ortopiroxè + clinopiroxè + plagiòclasi ± olivina o quars

En metapelites:
- cordierita + quars + sil·limanita + feldespat potàssic (ortòclasi) ± biotita ± granat

(Si la temperatura es troba per sota dels 750 °C es formarà andalusita en el lloc de la sil·limanita)
- cordierita + ortopiroxè + plagiòclasi ± granat, espinel·la

En roques carbonatades:
- calcita + forsterita ± diòpsid, períclasi
- diòpsid + grossulària + wol·lastonita ± vesuvianita

### Fàcies sanidinita
La fàcies sanidinita és una fàcies poc freqüent de temperatures extremadament altes i baixes pressions. Només pot donar-se en alguns casos concrets en contexts de metamorfisme de contacte. Com a conseqüència de les elevades temperatures, la roca pateix fusió parcial, fet que comporta la presència de vidre. La fàcies s'anomena així pel mineral sanidina. Presenta les següents associacions minerals:
En metapelites:
- cordierita + mullita + sanidinina + tridimita (sovint alterada a quars) + vidre

En carbonats:
- wol·lastonita + anortòclasi + diòpsid
- monticellita+ mel·lilia ± calcita, diòpsid (també tilleyita, spurrita, merwinita, larnita i altres silicats rars de calci o de calci i magnesi)